# Megacephalosaurus eulerti
Il megacefalosauro (Megacephalosaurus eulerti) è un rettile marino estinto, appartenente ai plesiosauri. Visse nel Cretaceo superiore (Turoniano, circa 90 milioni di anni fa) e i suoi resti fossili sono stati ritrovati in Nordamerica (Kansas).

## Descrizione
Questo animale è noto principalmente per i fossili di due crani, rinvenuti nella Carlile Shale del Kansas. Megacephalosaurus doveva possedere un grande corpo massiccio e quattro arti trasformati in strutture simili a pagaie. Il cranio, di forma triangolare, possedeva un muso allungato e appuntito, armato di lunghi denti aguzzi. I fossili indicano che Megacephalosaurus era uno dei più grandi pliosauri noti: il cranio dell'esemplare tipo (noto come FHSM VP-321) era lungo circa un metro e mezzo, mentre l'altro cranio era ancora più grande (1,75 metri). Si suppone che l'animale intero potesse raggiungere i 10-13 metri di lunghezza. Un genere assai simile, Brachauchenius, noto anch'esso nel Cretaceo superiore nordamericano, possedeva un cranio più piccolo (circa un metro di lunghezza) e si suppone che fosse di dimensioni leggermente minori. Il cranio di Megacephalosaurus differisce da quello di Brachauchenius per alcuni dettagli: la lunghezza della parte anteriore del palato è più lunga, mentre le finestre temporali sono più corte; anche la configurazione delle ossa palatali è diversa. Inoltre, le costole cervicali di Megacephalosaurus erano dotate di due apici, una caratteristica precedentemente sconosciuta nelle forme a esso simili.

## Classificazione
Megacephalosaurus è un rappresentante dei pliosauridi, un gruppo di plesiosauri dotati di colli corti e lunghe teste. In particolare, le parentele di questo animale ricadono tra i bracaucheniini, pliosauri giganti tipici del Cretaceo, dal cranio particolarmente aguzzo e dai colli più corti di qualsiasi pliosauro. 
L'esemplare tipo di Megacephalosaurus, un cranio e una mandibola noto come FHSM VP-321, era stato in precedenza attribuito a Brachauchenius. Nel 2013 è stata operata una ridescrizione del materiale attribuita a Brachauchenius: le peculiarità presenti in FHSM VP-321 sono state ritenute sufficienti a creare un nuovo genere, Megacephalosaurus.